# Eracle di Macedonia
Eracle di Macedonia (327 a.C. – 309 a.C.) è stato un nobile macedone antico, probabilmente un figlio illegittimo di Alessandro Magno e di Barsine.
Fu chiamato in questo modo in onore dell'eroe della mitologia greca Eracle da cui la dinastia argeade sosteneva di discendere.

## Biografia
Eracle, figlio o meno di Alessandro, visse nell'ombra fino all'omicidio di Alessandro IV di Macedonia per mano di Cassandro I nel 310 o 309 a.C. A quel punto Poliperconte, un generale macedone che era stato estromesso da Cassandro, iniziò a radunare un esercito e a sostenere Eracle come vero erede di Alessandro. Anziché combattere, Cassandro negoziò con Poliperconte. Offrendogli ricchezze e sinecure lo persuase ad assassinare Eracle e ritirarsi nell'ombra.
Non è possibile stabilire definitivamente se Eracle fosse effettivamente figlio di Alessandro Magno. Le fonti antiche sono discordi: Plutarco e Giustino lo menzionano insieme a sua madre, mentre non fa altrettanto Arriano.
Inoltre, se davvero fosse stato figlio illegittimo di Alessandro, essendo l'unico figlio in vita alla morte del padre ci si domanda perché non abbia preso parte alla lotta di successione e abbia accettato la nomina di Filippo III Arrideo, lui stesso figlio illegittimo e oltretutto, essendo figlio del padre di Alessandro, con un grado di parentela minore. Renault conclude che la storia con Barsine fu inventata in séguito per dare lustro al lignaggio di Eracle.
Bisogna osservare che Eracle sarebbe stato mezzo persiano da parte di madre, e avrebbe avuto dietro di sé una famiglia persiana già abituata all'esercizio del potere: entrambi questi fattori difficilmente lo avrebbero mostrato adatto al ruolo agli occhi dell'élite militare macedone.